# Троїцьке сільське поселення (Ростовська область)
Троїцьке сільське поселення — муніципальне утворення в Неклинівському районі Ростовської області.
Адміністративний центр поселення — село Троїцьке.
Населення — 3850 осіб (2010 рік).

## Адміністративний устрій
До складу Троїцького сільського поселення входить:
- село Троїцьке — 3338 осіб (2010 рік);
- село Кошкіно — 270 осіб (2010 рік);
- станція Кошкіно — 20 осіб (2010 рік);
- селище Луначарський — 172 осіб (2010 рік);
- селище Федосіївка — 50 осіб (2010 рік).